# Albrecht Jindřich Krakowský z Kolowrat
Albrecht Jindřich Krakowský z Kolowrat (1635 – 5. srpna 1704) byl příslušník krakovské větve šlechtického rodu Kolovratů. Vykonával funkci komořího, skutečného tajného rady, stal se hejtmanem rakovnického kraje. V roce 1700 jej císař Leopold I. povýšil do hraběcího stavu. Tento titul nebyl nikým zděděn.

## Rodina a majetek
Poprvé se připomíná v roce 1655 jako páže u císařského dvora, v roce 1656 byl jmenován číšníkem císaře Ferdinanda III., později získal tituly císařského komořího a tajného rady. Po otcově úmrtí převzal úřad hejtmana rakovnického kraje, který vykonával v letech 1659–1668 a později znovu v letech 1679–1680. Albrecht Jindřich a jeho bratři zdědili po rodičích, Kryštofu Jaroslavu Krakovskému z Kolovrat (1604–1659) a Anně Kateřině Kaplířové ze Sulevic (1617–1693), vsi Vysokou Libyni, Lhotku a Zdeslav. V roce 1660 kvůli vzájemným neshodám prodali statek Vysokou Libyni Anně Alžbětě (Elišce) z Mettichu za 17 400 kop míšeňských grošů. Právě Anna Alžběta se stala první manželkou Albrechta Jindřicha. Měli spolu tři děti: Františku Antonii (narozena 1665), Karla Antonína († 1682) a Annu Isabelu (1674–1691).
Anna Alžběta ve své poslední vůli z roku 1665 odkázala Vysokou Libyni svému manželovi a Albrecht Jindřich se tak stal jediným majitelem tohoto statku. V letech 1665–1680 nechal na místě bývalé tvrze postavit barokní zámek. Na zámku ustanovil sídlo krajského hejtmana. Z neznámých důvodů Vysokou Libyni roku 1700 prodal za 152 000 zlatých Karlu Maxmiliánovi Příchovskému z Příchovic. Pravděpodobně v roce 1674 založil v místě zaniklé vsi Hluboký hospodářský dvůr. V rámci složitějšího dědického vyrovnání byl v letech 1686–1702 majitelem panství Velhartice.
Rok po Annině smrti se oženil se svou sestřenicí Apolonií Polyxenou Krakowskou z Kolowrat (1638–1714), s níž měl dcery Ludmilu Františku a Marii Terezii, obě bohužel roku 1687 umírají. Díky druhé manželce získal statek Řitku (Řídku) u Zbraslavi.

## Povstání a povýšení
Roku 1680 vypuklo proti Albrechtu Jindřichovi povstání, neboť vystupoval velmi tvrdě proti svým poddaným. Toto povstání bylo vojensky potlačeno a vzbouřenci byli souzeni na zámku ve Vysoké Libyni.
Za prokázané služby a zásluhy jej král Leopold I. povýšil dne 16. října 1700 do českého hraběcího stavu. Vzhledem k tomu, že všechny jeho děti zemřely, hraběcí stav nebyl zděděn. Hrabě Albrecht Jindřich zemřel 5. srpna 1704 a byl pochován v Praze.